# Vertemate con Minoprio
Vertemate con Minoprio es una localidad y comune italiana de la provincia de Como, región de Lombardía, con 3.935 habitantes.

## Evolución demográfica
| Gráfica de evolución demográfica de Vertemate con Minoprio entre 1861 y 2001 |
|                                                                              |
| Fuente ISTAT - elaboración gráfica de Wikipedia                              |